# Портрет Елизабете Валоа
Портрет Елизабете Валоа (итал. Ritratto di Elisabetta di Valois) је слика италијанске сликарке Софонизбе Ангвисоле, која је настала у периоду између 1560. и 1565. године. Портрет је рађен у техници уље на платну и тренутно се налази у Музеју Прадо, у Мадриду у Шпанији.

## Опис и анализа
Слика приказује Елизабету Валоа, трећу супругу Филипа II Шпанског. Његова иконографија потиче из Тицијановог портрета Елизабете Арагонске, Филипове мајке. Елизабета Валоа је приказана како у десној руци држи минијатуру Филипа, док њена црна одећа сведочи о штедњи шпанског двора у то време.

### Елизабета Валоа у миту
- Felice Venosta, Elisabetta di Valois: racconto storico, Milano: Bonta
- Francesco Maria Piave (1849—1850), Elisabetta di Valois: tragedia in tre atti di F. M. Piave; musica del maestro Antonio Buzzolla. Espressamente composta pel Gran Teatro la Fenice nella stagione di carnovale e quadragesima del 1849-50, Venezia: Dalla tipografia Rizzi
- Edoardo Guglielmi (1971), Elisabetta di Valois: caratteri di un grande personaggio verdiano, Parma: Istituto di studi verdiani

### Софонизба Ангвисола
- Flavio Caroli (1987), Sofonisba Anguissola e le sue sorelle, Milano: A. Mondadori
- Sofonisba Anguissola e le sue sorelle, Milano: Leonardo Arte, 1994
- Italian women artists from Renaissance to Baroque (на језику: inglese), Milano: Skira, 2007